# Grande Prêmio de Detroit
O título Grande Prêmio de Detroit foi aplicado às sete provas de Fórmula 1 realizadas no Circuito Urbano de Detroit entre 1982 e 1988.

## História
Em 1982, os EUA se tornaram o primeiro e único país a sediar três grandes prêmios numa mesma temporada da Fórmula 1, pois além do Grande Prêmio do Oeste dos Estados Unidos nas ruas de Long Beach havia o Grande Prêmio de Las Vegas e a eles foi adicionada uma prova num circuito de rua em Detroit, Michigan, na área do Renaissance Center, atual sede da General Motors.
O circuito original tinha dezessete curvas em 4.023 km, incluindo dois grampos muito complicados e um túnel que incluía uma curva suave à direita, perto do rio, e provou ser ainda mais lento do que Mônaco. O traçado difícil e exigente incluía até mesmo a travessia de uma via férrea. Em 1982 viu-se um triunfo inacreditável de John Watson e no ano seguinte Michele Alboreto obteve a vitória final para o motor Cosworth V8 que foi introduzido na Fórmula 1 em 1967, e em 1986, Ayrton Senna superou um pneu furado para vencer sua primeira de suas três vitórias consecutivas em Detroit antes de vencer outras duas corridas em solo norte-americano no início dos anos 1990 quando os Estados Unidos deixaram o calendário da Fórmula 1.
Falhas na organização marcaram a estreia de Detroit em 1982: cancelaram o treino de quinta-feira e o primeiro treino de classificação na sexta-feira teve de ser adiado. Houve tempo para apenas uma sessão de treinos de uma hora na sexta-feira e, portanto, a qualificação aconteceria no sábado em duas sessões de uma hora, com intervalo de quatro horas entre elas. O sábado estava frio e nublado com uma ameaça muito real de chuva, e quase todos os pilotos se esforçaram para conseguir um tempo na pista seca enquanto podiam, com muitas rodadas e saídas de pista do circuito desconhecido. À tarde a pista estava toda molhada, como esperado, e os resultados da manhã realmente determinaram a formação do grid.
Em curto espaço de tempo a corrida ganhou a reputação de ser exigente e cansativa numa combinação de pista estreita e "acidentada" sob um clima sempre quente e muito úmido, talvez tenha sido a mais difícil para carros e pilotos durante a década de 1980 seja por quebras mecânicas ou batidas nos muros de concreto. Os componentes mecânicos eram particularmente exigidos, afinal era preciso frear mais de 20 vezes e mudar de marcha em 50 a 60 vezes em uma volta (os carros tinham câmbio manual de cinco velocidades), cuja duração média era de um minuto e quarenta e cinco segundos, situação que tangenciava as duas horas de prova. E como em Monte Carlo, se os bólidos saíssem da pista ou o piloto cometesse o menor erro, as consequências seriam inevitáveis. Em 1982 e 1983 a corrida aconteceu no início de junho, mas de 1984 a 1988 a mesma foi realizada ao final do mês quando a temperatura é consideravelmente mais quente e geralmente menos agradável. Vencer, pontuar ou chegar ao fim desta corrida denotava o mérito dos resilientes.

## Denominação da prova
Para evitar o estigma de um campeonato exclusivamente baseado na Europa, a Fórmula 1 incluiu as 500 Milhas de Indianápolis em seu calendário já em 1950 e a mítica prova norte-americana nele permaneceu durante onze temporadas. Em 1959, um ano antes de Indianápolis sair do calendário, foi disputada a primeira edição do Grande Prêmio dos Estados Unidos cuja sede passou por Sebring (Flórida) e Riverside (Califórnia) antes de fixar-se em Watkins Glen International (Nova York) em 1961, local onde permaneceu até 1980.
Exceto pela segunda edição do Grande Prêmio dos Estados Unidos, realizada nas cercanias de Los Angeles, a etapa norte-americana situou-se em regiões da costa leste do país, embora a designação geográfica não constasse no nome oficial da prova. Tal fato mudaria nas oito vezes que as ruas de Long Beach sediaram o Grande Prêmio do Oeste dos Estados Unidos a partir de 1976, tornando as provas realizadas no mítico The Glen conhecidas informalmente como "Grande Prêmio do Leste dos Estados Unidos". Na primeira metade dos anos oitenta, a Fórmula 1 correu em Las Vegas e Dallas enquanto o Grande Prêmio de Detroit, cidade situada mais ao leste do país, herdou o coloquial título de "Grande Prêmio do Leste dos Estados Unidos", não raro adotado pelos meios de comunicação.

## Vencedores do Grande Prêmio de Detroit

### Por ano
| Ano     | Piloto           | Construtor         | Local   | Resumo   |
| ------- | ---------------- | ------------------ | ------- | -------- |
| 1982    | John Watson      | McLaren-Ford       | Detroit | Detalhes |
| 1983    | Michele Alboreto | Tyrrell-Ford       | Detroit | Detalhes |
| 1984    | Nelson Piquet    | Brabham-BMW        | Detroit | Detalhes |
| 1985    | Keke Rosberg     | Williams-Honda     | Detroit | Detalhes |
| 1986    | Ayrton Senna     | Team Lotus-Renault | Detroit | Detalhes |
| 1987    | Ayrton Senna     | Team Lotus-Honda   | Detroit | Detalhes |
| 1988    | Ayrton Senna     | McLaren-Honda      | Detroit | Detalhes |
| Fontes: |                  |                    |         |          |

### Vitórias por piloto
| Total   | Piloto           | Vitórias         |
| ------- | ---------------- | ---------------- |
| 3       | Ayrton Senna     | 1986, 1987, 1988 |
| 1       | John Watson      | 1982             |
| 1       | Michele Alboreto | 1983             |
| 1       | Nelson Piquet    | 1984             |
| 1       | Keke Rosberg     | 1985             |
| Fontes: |                  |                  |

### Vitórias por equipe
| Total   | Equipe     | Vitórias   |
| ------- | ---------- | ---------- |
| 2       | Team Lotus | 1986, 1987 |
| 2       | McLaren    | 1982, 1988 |
| 1       | Tyrrell    | 1983       |
| 1       | Brabham    | 1984       |
| 1       | Williams   | 1985       |
| Fontes: |            |            |

### Vitórias por país
| 4       | Brasil      | 1984, 1986, 1987, 1988 |
| 1       | Reino Unido | 1982                   |
| 1       | Itália      | 1983                   |
| 1       | Finlândia   | 1985                   |
| Fontes: |             |                        |